# Pont de Molins
Pont de Molins (spanisch Pont de Molíns) ist eine katalanische Gemeinde (municipio) mit 576 Einwohnern (Stand: 2024) in der Provinz Girona im Nordosten Spaniens. Sie liegt in der Comarca Alt Empordà.

## Lage
Pont de Molins liegt etwa 42 Kilometer nordnordöstlich von Girona unterhalb des Bergzuges Baga d’en Ferran am Muga auf einer Höhe von ca. 35 m. Die Autopista AP-7 führt durch das Gemeindegebiet.

## Bevölkerungsentwicklung
| Jahr      | 1960 | 1970 | 1981 | 1991 | 2001 | 2011 | 2021 |
| Einwohner | 455  | 359  | 353  | 260  | 438  | 534  | 526  |

## Sehenswürdigkeiten
- Burgruine von Molins
- Burgruine von Montmarí
- Sebastianuskirche
- Klosterruine Santa Maria del Roure

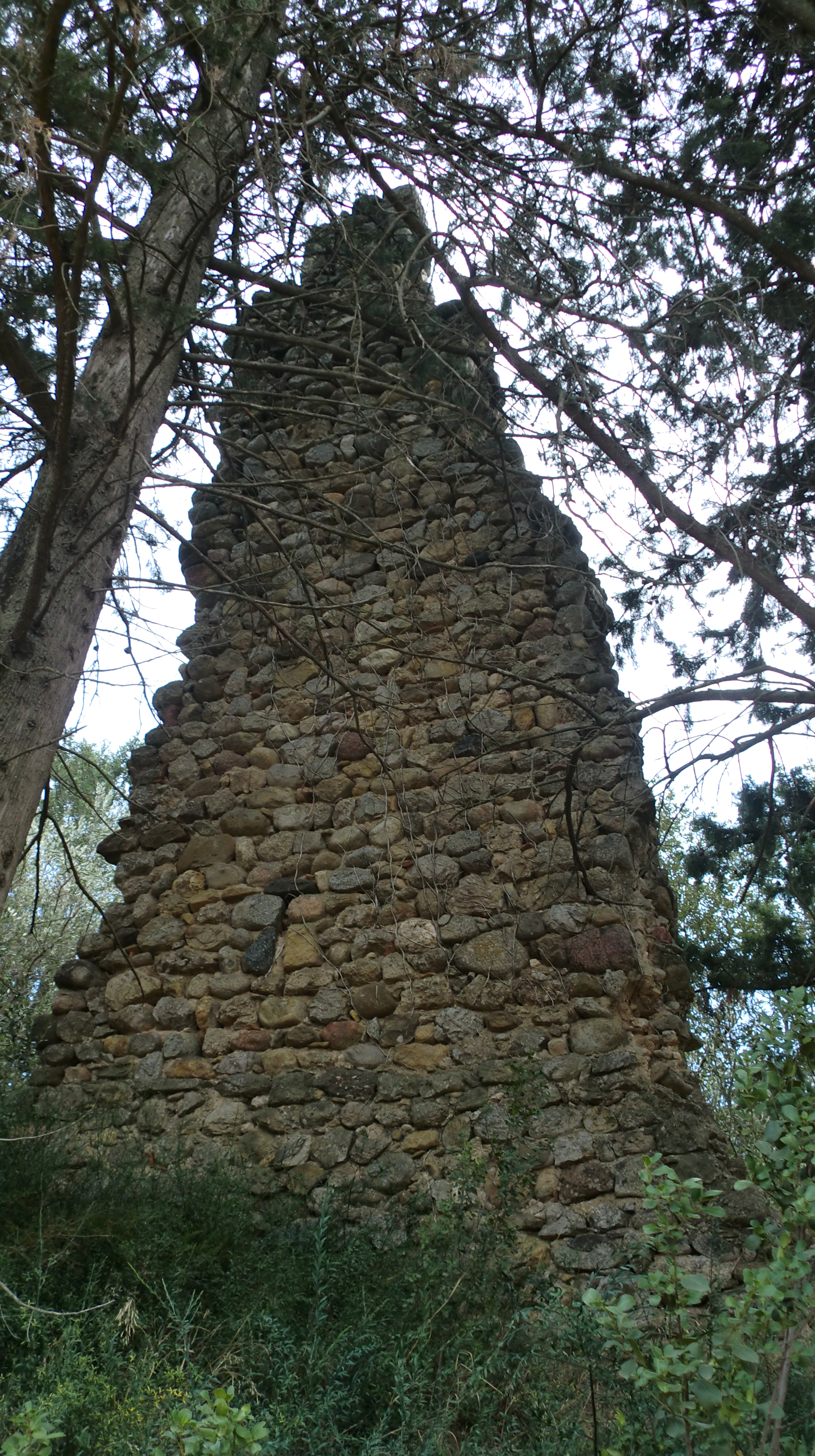
Burgruine von Molins
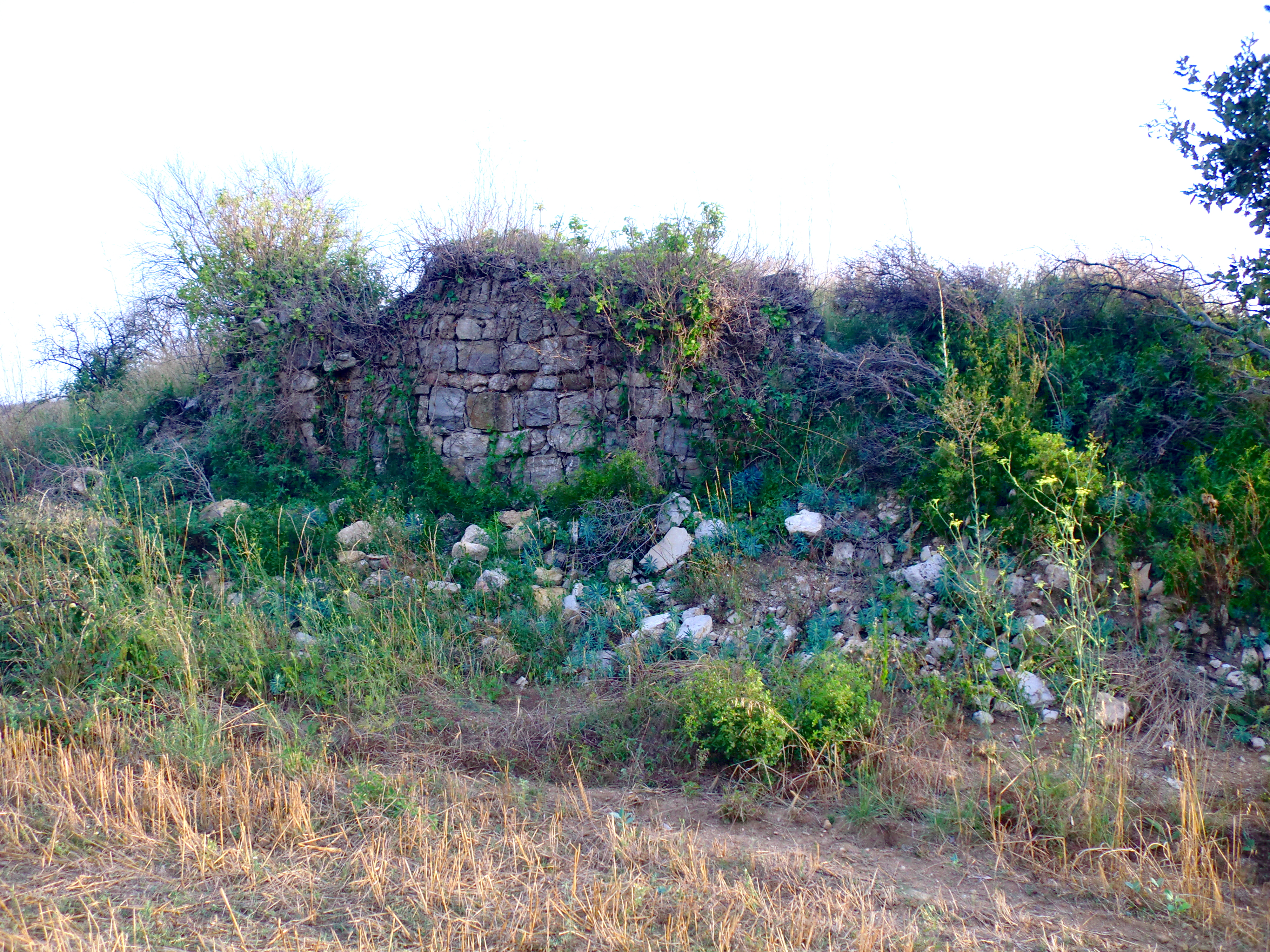
Burgruine von Montmarí
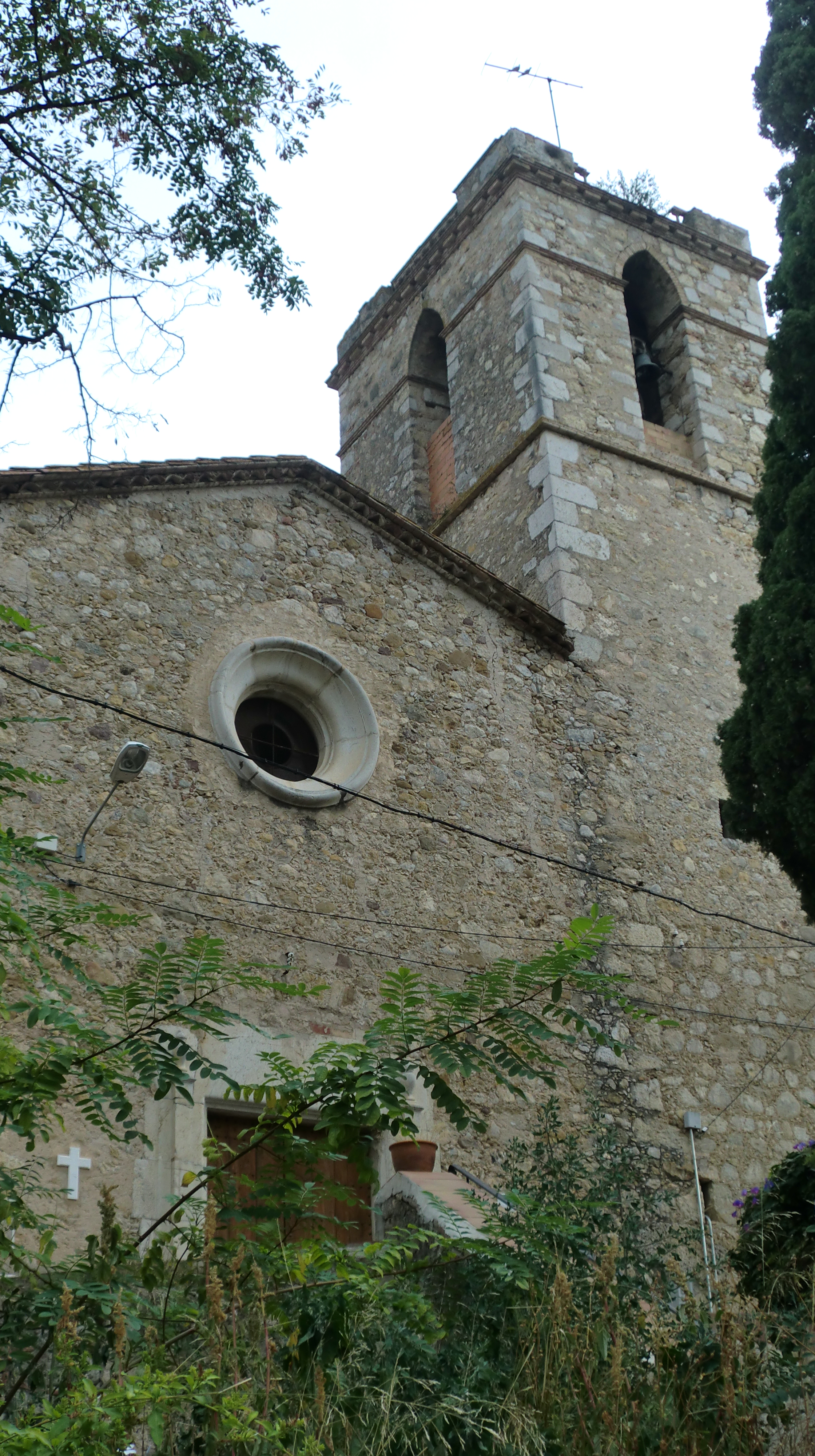
Sebastianuskirche
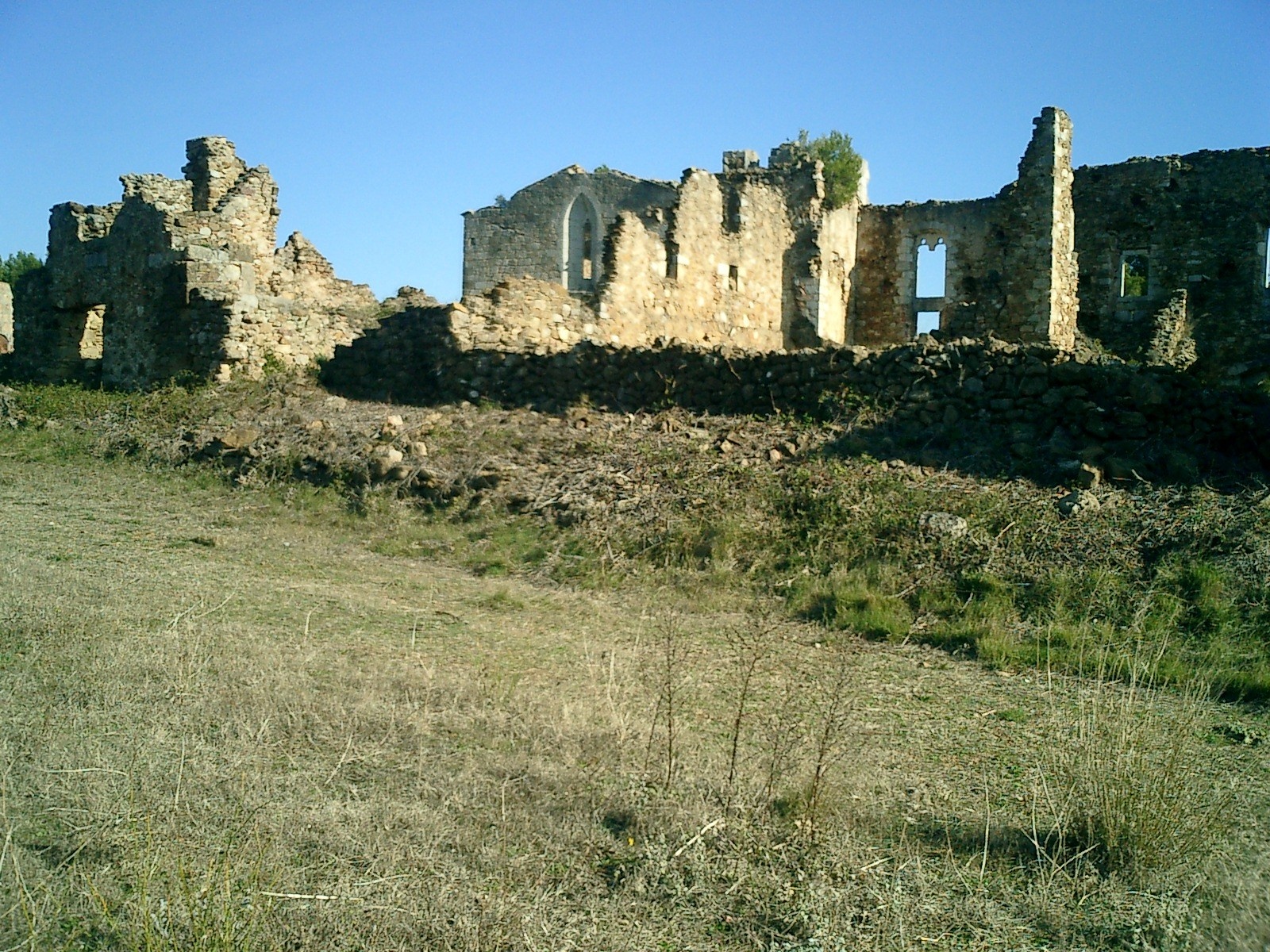
Klosterruine
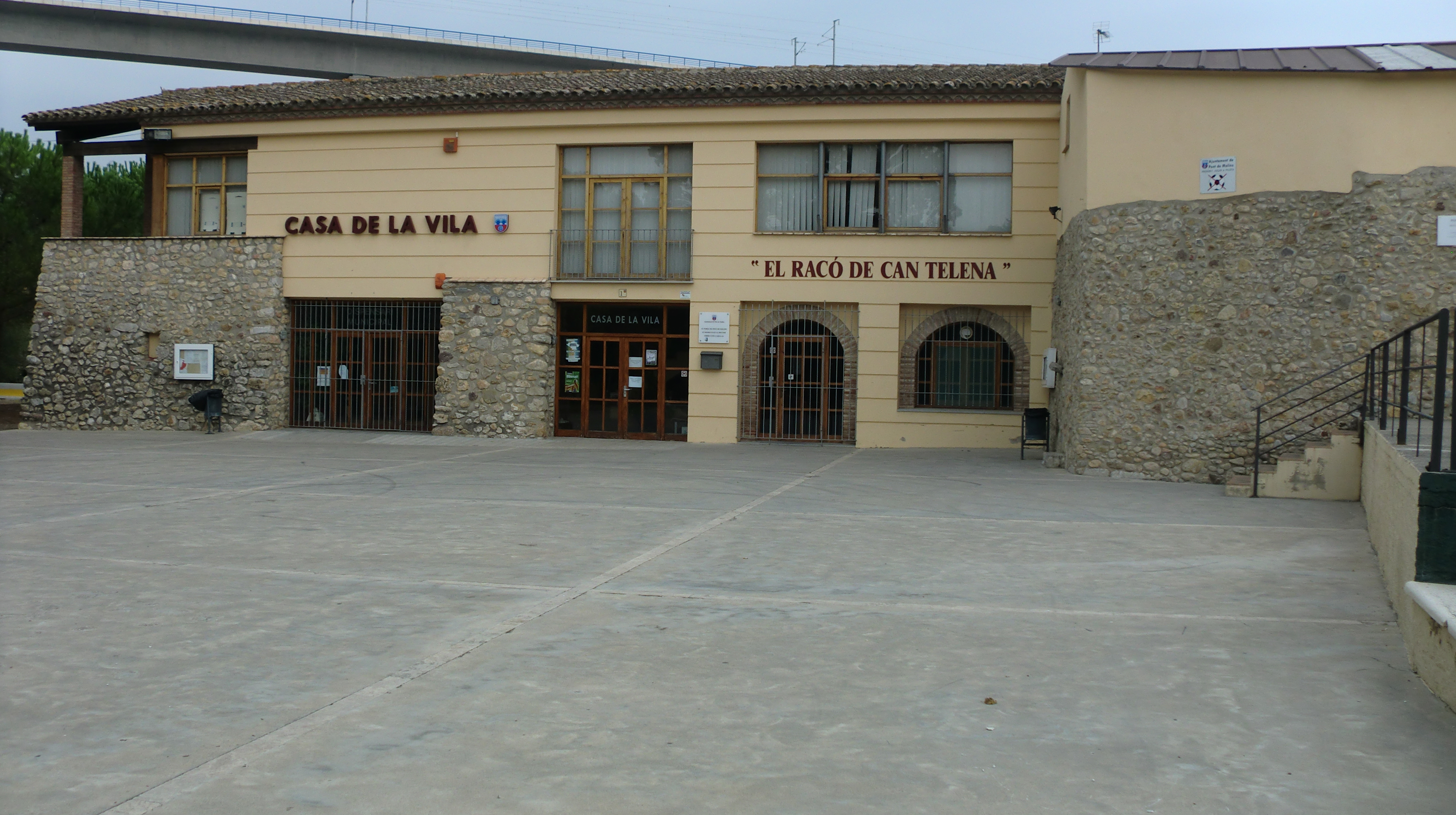
Rathaus